# Casuari unicarunculat
El casuari unicarunculat (Casuarius unappendiculatus) és un gran ocell no volador de la família dels casuàrids (Casuariidae) que viu en zones de selva humida o empantanegada del nord de Nova Guinea, incloent les illes Yapen, Batanta i Salawati.

## Taxonomia
Edward Blyth va identificar per primera vegada el casuari unicarunculat a partir d’un exemplar d’un aviari situat a Calcuta, Índia, el 1860. El nom del gènere Casuarius deriva de la paraula malaia kesuari "casuari", mentre que el nom de l'espècie unappendiculatus es refereix a la cresta única de l'espècie. Oficialment, no hi ha subespècies, tot i que alguns autors enumeren diverses subespècies.

## Descripció
Té un plomatge negre dur i rígid, una pell facial blava i una cresta a la part superior del cap. Té un coll i una garra de color vermell brillant o groc. Els peus són enormes i forts amb una llarga urpa semblant a punyal al dit intern. Els individus d'ambdós sexes són similars. El mascle, de 30 a 37 kg, és més petit que la femella, amb una mitjana de 58 kg, cosa que la converteix en la quarta espècie d’aus vives més pesades després de l’estruç comú, l'estruç somali i el casuari comú. Aquestes aus mesuren 149 cm de llarg i tenen una alçada d'1,5-1,8 m. En comparació amb el casuari comú, aquest té un bec lleugerament més curt, de 12 a 13,7 cm, però una longitud tarsiana lleugerament més gran, de 28 a 33,2 cm.